# Francesco Antonio Gallo
Francesco Antonio Galli (Laterza, 1611 – Bitonto, 11 agosto 1685) è stato un vescovo cattolico e nobile italiano.

## Biografia
Figlio di Giovanni Domenico e Violante de Cositore, fu battezzato il 21 aprile 1611. Da alcuni documenti si evince che venne nominato barone di Austrimont del Sacro Romano Impero. Dopo essere stato ordinato sacerdote ed essere stato scrittore della penitenzieria apostolica, iniziò l'attività di uditore al servizio dapprima del cardinale Girolamo Verospi ed in seguito del cardinale Carlo Carafa della Spina, C.R., e lo seguì nei suoi incarichi a Lucerna, Venezia, Vienna e Bologna. Fu nominato protonotario apostolico e procuratore della penitenzieria apostolica.

### Ministero episcopale
Il 3 ottobre 1672 fu nominato vescovo di Bitonto da papa Clemente X. Fu consacrato vescovo a Roma il 9 ottobre 1672 dalle mani del cardinale Carafa.
Nel 1680 si adoperò per un'opera di restauro della sacrestia della cattedrale e nel 1682 celebrò un sinodo diocesano, dove pose l'attenzione sul sacramento del battesimo ed in particolare affermò che dal momento che "è assolutamente necessario per conseguire la salvezza, sarà amministrato con grande sollecitudine e celerità. Pertanto i parroci ammoniscano il popolo perché subito si rechino in chiesa per amministrare ai piccoli tale sacramento, comunque non oltre otto giorni dalla nascita per non mettere in pericolo la salute dell'anima", fornì anche particolari indicazioni circa il modo di confessare e la disposizione dei confessionali in chiesa.
Fu sepolto nel duomo di Bitonto e gli fu costruito un mausoleo e una lapide commemorativa.

## Stemma
- Blasonatura: d'argento al gallo volto a sinistra con una stella d'oro nel cantone, poggiato su di un monte a tre cime, tutto al naturale.

## Genealogia episcopale
La genealogia episcopale è:
- Cardinale Tolomeo Gallio
- Vescovo Cesare Speciano
- Patriarca Andrés Pacheco
- Cardinale Agostino Spinola
- Cardinale Giulio Cesare Sacchetti
- Cardinale Ciriaco Rocci
- Cardinale Carlo Carafa della Spina, C.R.
- Vescovo Francesco Antonio Gallo